# Небесный фермер
«Фермер в небе» (англ. Farmer in the Sky), на русском языке публиковался также под названием «Небесный фермер» — фантастический роман Роберта Энсона Хайнлайна о подростке, со своей семьёй эмигрировавшего на Ганимед, спутник Юпитера.
Впервые опубликован в журнале Boys' Life, в четырёх номерах за август, сентябрь, октябрь, ноябрь 1950 года под названием Satellite Scout («Звёздный скаут»). Входит в серию фантастических романов для юношества, которые в период 1947—1958 гг. каждое Рождество выпускало в свет издательство Charles Scribner’s Sons.

## Сюжет
Действие романа разворачивается в далёком будущем, когда Земля страдает от перенаселения, но технические возможности уже позволяют проводить терраформирование тел Солнечной системы (упоминаются колонии землян на Марсе). Главный герой — подросток Уильям (Билл) Лермер, живущий после смерти матери вместе с отцом — Джорджем. Джордж принимает решение эмигрировать на новую колонию Ганимеда, спутника Юпитера, для чего женится на Молли Кеньон и удочеряет её дочь Пегги.
Семья отправляется на Ганимед на космическом транспорте «Мэйфлауэр», причём полёт длился около двух месяцев. По пути Билл спас корабль от взрывной декомпрессии и вступил в скаутский отряд.
По прибытии на Ганимед новые колонисты убеждаются, что планета представляет собой бесплодную каменную пустыню, на которой только-только устроили атмосферу, позволяющую жить под открытым небом, а землю для фермы нужно в буквальном смысле слова создать собственными руками. Жизнь фермеров крайне тяжела, вдобавок, Пегги никак не смогла приспособиться к кислородной атмосфере низкого давления. Когда Джордж и Билл уже решили возвращаться на Землю, Пегги умерла, и семья решает бороться за жизнь на новой родине. В этом им помогают соседи — немецкое семейство Шульцев, которым принадлежит яблоня — единственное дерево на Ганимеде, выращенное их усилиями. В финале романа Билл участвует в экспедиции по исследованию ещё не освоенных областей и находит следы посещения Ганимеда инопланетными пришельцами в далёком прошлом.

## ТерраформированиеГанимеда
По Хайнлайну, условия жизни на Ганимеде довольно суровы. Полностью переработанный ледяной панцирь планеты позволил создать кислородную атмосферу низкого давления. Из-за особенностей обращения Ганимеда вокруг Юпитера, жизнь на планете подчинена шестисуточному циклу, когда трое суток продолжается световой день и столько же — ночь. Из-за этого возникали резкие перепады температуры, и существует нужда в ночной подсветке растений, выращиваемых в открытом грунте. Подходящие для жизнедеятельности человека и сельского хозяйства климатические условия созданы при помощи парникового эффекта, а также некой «тепловой атмосферной ловушки» (питаемой атомными электростанциями), но принципы её действия не уточняются.
Фермеры вынуждены дожидаться очереди на камнедробилку — мощный агрегат, обрабатывающий скальные участки для будущих ферм. Почва завозится с Земли в незначительных количествах, и гумус фермеры вынуждены создавать сами.

## Прочее
Роман воспевает романтику фронтира и первопроходчества, проводя мысль, что небесные тела в будущем станут аналогом прерий XIX века.
Название романа отсылает к предыдущему произведению Хайнлайна «Космический кадет», один из героев которого — колонист с Ганимеда.
В первой главе романа описано бытовое устройство quickthaw (дословно «скоротаялка», служит для разморозки пищевых полуфабрикатов перед приготовлением), в котором ныне легко опознаётся микроволновая печь. Автор, правда, не учёл, что функции разморозки и приготовления пищи может исполнять одно и то же устройство.

## Награды
- В 2001 году «Небесный фермер» ретроспективно был удостоен премии Хьюго как лучший роман 1951 года.